# Кіналь Олег Степанович

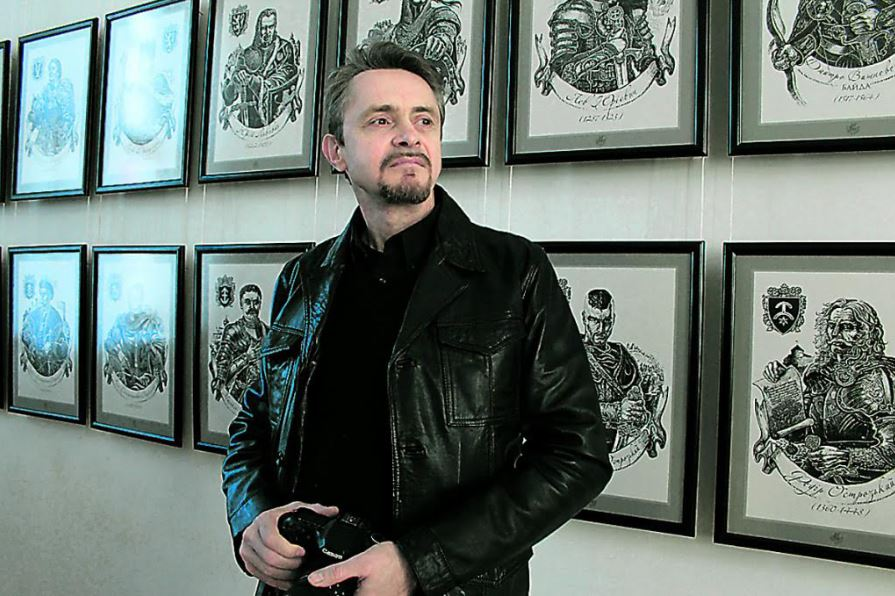
Олег Кіналь. Персональна виставка. 2016 рік

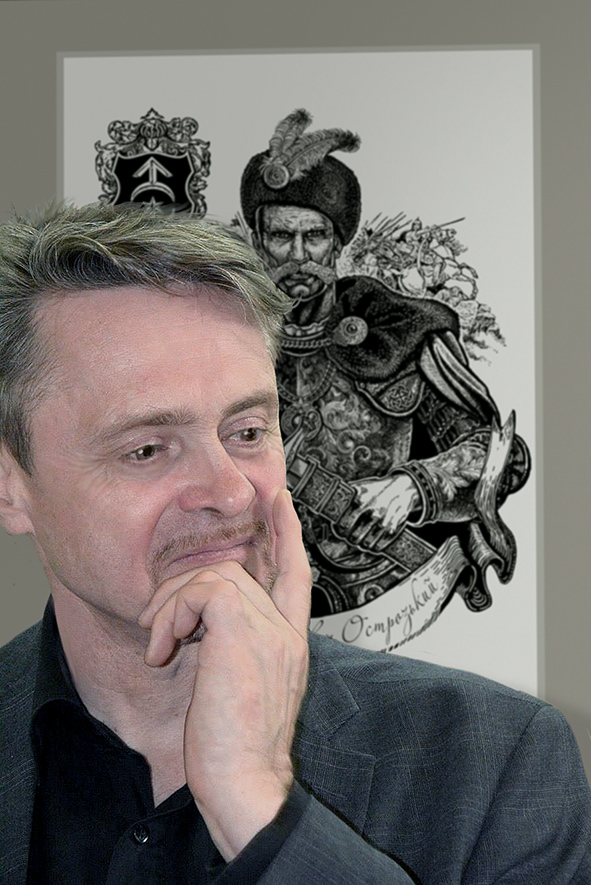
Олег Кіналь. Персональна виставка

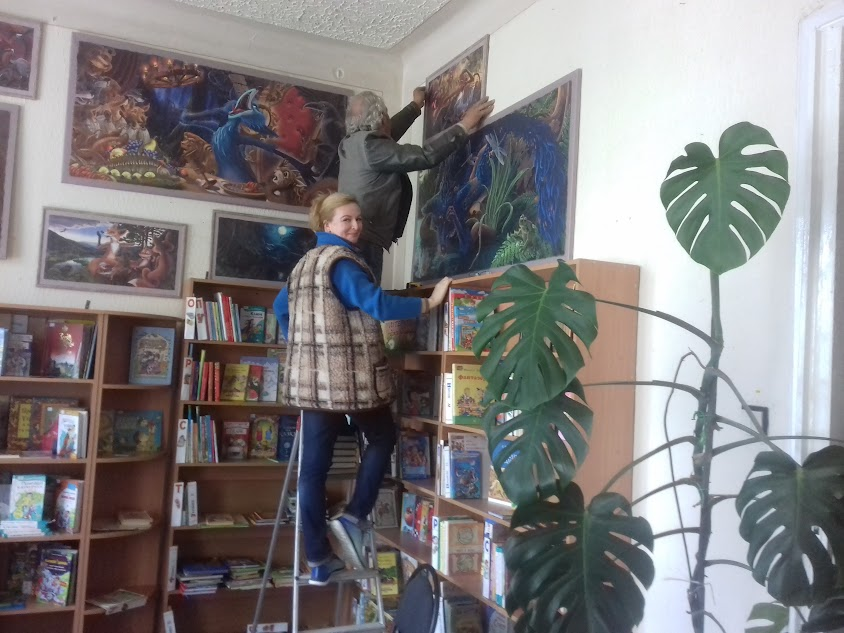
Готується експозиція творів Олега Кіналя в Бібліотеці-музеї "Літературне Тернопілля"

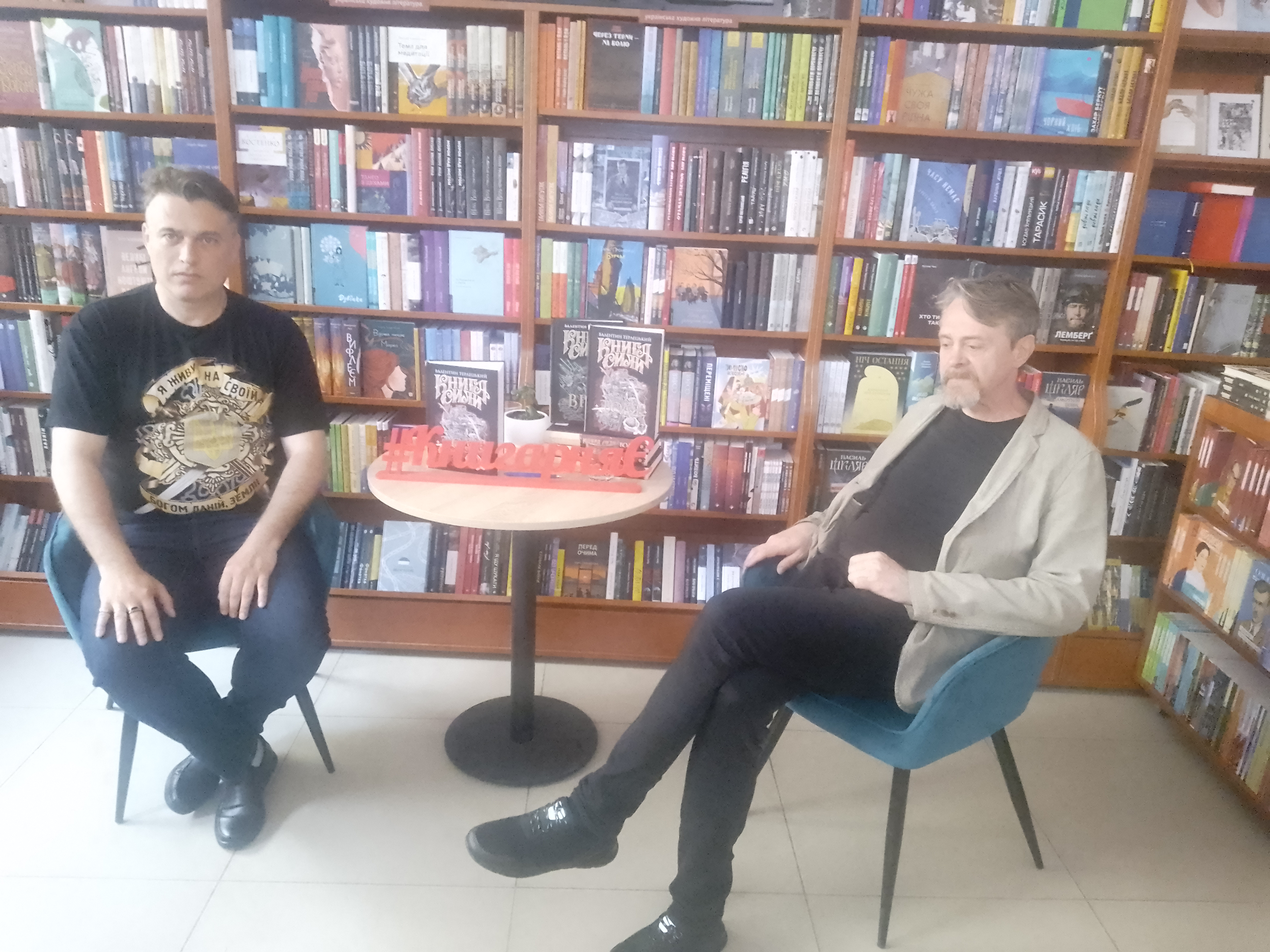
Олег Кіналь та Валентин Терлецький на презентації "Книги сили"

Кіналь Олег Степанович (народився 29 вересня 1966 року, Бережани, Тернопільська область, Україна) — український художник, дизайнер, графік, книжковий ілюстратор, художній редактор. Член Спілки дизайнерів України з  2002 року.

## Життєпис
Народився в 1966 році в Бережанах в родині офтальмолога і вчительки української мови та літератури. Навчався в Козівській середній школі №1 1973-1983 рр.
У 1986 році закінчив Львівське училище прикладного мистецтва ім. Івана Труша (Львівський державний коледж декоративного і ужиткового мистецтва ім. Івана Труша), факультет художнього оформлення. Після служби в армії, працював в тернопільському художньому комбінаті художником-оформлювачем шостого розряду.
1990 - 1995 роках навчався у Львівському поліграфічному інституті ім. Івана Федорова (Українська Академія друкарства), факультет книжкової графіки.
З 1990 року графічний дизайнер в галузі поліграфії та видавництва. 1991- 1997 роках головний художник періодичних видань у видавництві «Тарнекс Арт», зокрема газет «Пан+Пані» та першої в Україні кольорової газети «Пані & Пан».
В 1996 – 2001 роках художній редактор видавництва «Школярик». Співзасновник та дизайнер дитячих журналів " Клас ", "Класні ігри" у 1996 - 2000 роках. Створив бренд та персонажі героїв журналів «Клас» і «Класні ігри».
З 1999 року співпрацює з видавництвами: «Поліграфіст», «АСК», «Спектраль», "Навчальна книга Богдан", «Джура», «Астон», «Лілея – НВ», «Історичні місця рідного краю», "Мандрівець", "Кальварія", «Астролябія», «Білка», «Медіасон»,  «Апріорі» та інші. Співпрацює з сучасними українськими письменниками: Леся Романчук, Сергій Ухачевський, Валентин Северенюк, Олександра Шутко, Михайло Винницький, Володимир Дмитренко, Валентин Терлецький, Олексій Волков, Андрій Кокотюха, Віктор Янкевич, Марія Чумарна, Міла Поланська, Андрій Гулкевич. Оформив та проілюстрував книги відомих світових авторів, зокрема: Рей Бредбері, Дуглас Адамс, Кліффорд Сімак, Роджер Желязни, Александр Дюма, Джанні Родарі, Льюїс Керрол, Редьярд Кіплінг, Богдан Лепкий, Всеволод Нестайко, Вільгельм Гауфф, Марк Твен, Алан Мілін, Елеонор Портер, Чарльз Стросс, Джеймс Гедлі Чейз, Галя Аккерман, Роберт Блох, Сорж Шаладон, Жорж Роденбах, Джон Скальці, Ден Сімонс, Джеральд Даррелл, Зігмунд Фройд, Фрідріх Ніцше, Еміль Золя, Едмон і Жуль де Гонкур (Брати Гонкур), Ґоран Войнович, Ремігіуш Мруз, Гілберт Кітчестерсон, Нора К. Джемісон, Кевін Джеймс Андерсон та багато інших. Створив і оформив відомі книжкові серії «Світовид», «Маєстат слова», «Чумацький шлях», «Argument», «Горизонти фантастики», «Argentum», «Милий англійський гумор», «Детективна агенція ВО», «Наше», «Раритет» для видавництва «Навчальна книга Богдан».

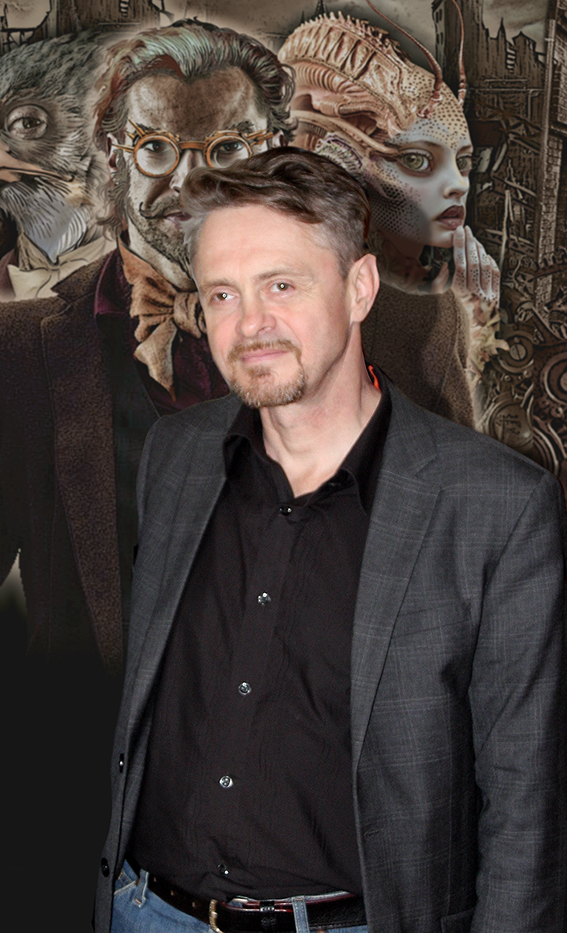
Олег Кіналь ілюстратор творів фентезі і фантастики. Презентація книг письменника Чайна Мєвіль. 2018 рік

Створив художню концепцію фестивалів: «Я там де є благословення», «Благословенне Тернопілля», «Театральні вечори. Лесь Курбас», «Рок-фест. Дунайська Січ», «Лисоня.100 років боїв», «Чортківська офензива.100 років», «Мамай фест-2021».   
Автор дизайну нагород: памятна відзнака  «Благословенне Тернопілля» Тернопільської обласної ради, громадської відзнаки Орден «За спасіння життя», памятної медалі «100 - річчя Чортківської офензиви», волонтерської і військової відзнаки «Різдво в окопах 2022» та інших.
З 2016 працює над проєктами, які реалізовуються за підтримки культурних програм від Європейського Союзу, програми Креати́вна Євро́па для літераторів і видавців у популяризації в Україні і сприяння доступу читачів до високоякісної європейської художньої літератури. В рамках програми Креативна Європа працював над творами письменників: Ян Флемінг, Чарльз Стросс, Чайна М'євіль, Роберт Джордан, Браян Олдіс, Вільям Батлер Єйтс, Кшиштоф Піскорський. Книги відомих європейських авторів, в українському перекладі, оформлені художником-ілюстратором Олегом Кіналем для українських видавництв, стали одними з кращих. Отримали схвальні відгуки авторів, шанувальників і любителів фантастики. В 2022 році Олега Кіналя номіновано на премію Європейського товариства наукової фантастики «Єврокон» (European Science Fiction Society (ESFS) Eurocon) -"Найкращий художник". Премія «Єврокон» вручається за доробок у популяризації наукової фантастики в Європі та європейської наукової фантастики у світі.

### Авторські видання
- 1996 - 2000 дитячі журнали «Клас» і «Класні ігри»
- 2000-2008 серії видань фотоальбомів «Тернопільщина - земля любові нашої"
- З 2005- 2022 серія видань світової класики «Світовид»
- 2012 «Фарбований лис» Іван Франко[4][5][6][7]
- 2016 «Моксель або Московія», трилогія «Україна Русь», письменник Володимир Білінський, видавництво «Навчальна книга Богдан»[8]
- З 2017- 2022 серія видань наукової фантастики «Чумацький шлях»
- 2018 Фотоальбом «Замки Тернопілля», фотокореспондент Олег Снітовський[9]
- 2019 «Європейське середньовіччя: Літературний Флорілегіум», упорядник Борис Щавурський

Художнє оформлення видань
- 2014 - 2018 «Цвіте терен», «Місто карликів», «Софія»  Леся Романчук
- 2017 - 2018 «Хатідже Турхан: Книга перша: Ковилі вітри не страшні», «Хатідже Турхан: Книга друга: Султана-українка на османському престолі», «Хатідже Турхан: Книга третя: Султана-українка — покровителька козаків» Олександра Шутко
- 2018 «451 за Фаренгейтом» Рей Бредбері[10]
- 2018   «Гіперіон»[11]  «Ендіміон» Ден Сіммонс[12]
- 2018 - 2022  «Книга Сили» перші три книги «Воля», «Віра», «Держава»  Валентин Терлецький[13][14]
- 2015 - 2023  «Граф Монтекрісто» Александр Дюма, чотири видання
- 2021 - 2022 Трилогія. «Роксолана: Книга перша. Союз із Ягеллонами», «Роксолана: Книга друга. Боротьба за владу» Олександра Шутко[5]
- 2022  «Асен Люпен» Серія книг: «Арсен Люпен – шляхетний розбійник», «Арсен Люпен проти Герлока Шолмса», «Пуста голка». Моріс Леблан
- 2022  «Три квитки до пригоди»[15], «Сад Богів», Джеральд Даррелл
- 2022 - 2025 «Розбудити дракона». Трилогія: Книга перша «Хребет Дракона». Книга друга «Війна помсти». Книга третя «Боги і Дракони» Кевін Джеймс Андерсон[16]
- 2022 «Син паскуди» Сорж Шаладон
- 2022 «Брюгге – як – Смерть» Жорж Роденбах
- 2022 - 2023 «Бригади привидів», «Остання колонія», «Війна старого» Джон Скальці
- 2022 - 2023 «Емісар», «Сліди на воді», «Амністія для хакера», «День відбуття», «Мертві квіти» Олексій Волков
- 2023 «Дороговкази» Роджер Желязни
- 2023 «Яромир», «Меч Скалобур»  Марія Чумарна
- 2024 «Пастух цвіркунів» Дочинець Мирослав Іванович

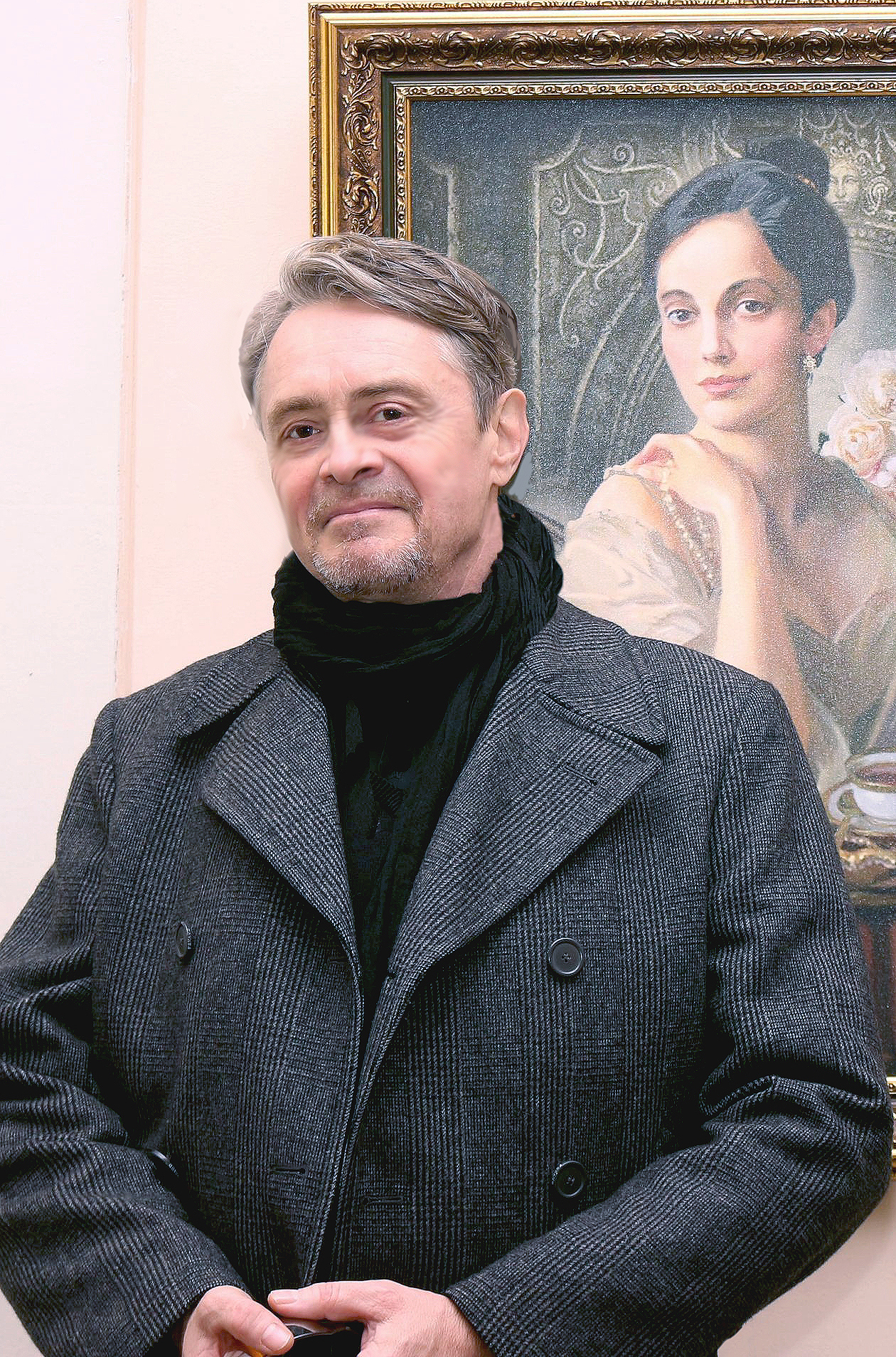
Олег Кіналь, виставка присвячена 150 - річчя Соломії Крушельницької. 2022 рік

Проілюстровано в рамках проєкту програми «Креативна Європа»
- 2016 - 2022 «Джеймс Бонд». Ілюстрації серії книг: «Казино «Руаяль», «Живи і дай померти», «Мунрайкер», «Діаманти назавжди», «Голдфінгер», «Із Росії з любов’ю», «Доктор Ноу», «Тільки для службового користування», «Кульова блискавка», «Шпигун, який мене кохав» Ян Флемінг[17]
- 2020  «Таємна троянда» Вільям Батлер Єйтс[18][19]
- 2022  «Кельтські сутінки» Вільям Батлер Єйтс
- 2024  «Визволений Єрусалим» Торквато Тассо[20]

Реалізовується за підтримки програми «Креативна Європа» у межах проєкту «Фантастична Європа»
- 2019 «Небо Сингулярності» Чарльз Стросс[21][22]
- 2019  «Вокзал на вулиці відчаю» Чайна М’євіль[23]
- 2020  «Теплиця» Браян Олдісс[8][24]
- 2020  «Шрам» Чайна М’євіль[25][26]
- 2019- 2024  «Колесо часу». Серія книг: Книга перша «Око світу», Книга друга «Велике полювання», Книга третя «Відроджений дракон», Книга четверта «Тінь,що сходить», Книга пята «Вогні небес», Книга шоста «Повелитель хаосу»  Роберт Джордан[27]
- 2022  «Сорок і чотири»  Кшиштоф Піскорський[7]
- 2024  «Світ Ярека» Елія Барсело
- 2024  «Книга судного дня» Конні Вілліс

## Творчі проєкти
- 2016 - 2022 «Королі, князі України - Русі», виставка-презентація
- 2018  «Дорога в дитинство», за ілюстраціями книжок для дітей
- 2018 - 2021 «Визначні пластуни» листівки «Пастової пошти», спільний проект з «Українським Пластом»
- 2021 «Лицарі віри і шаблі», виставка за ілюстраціями до історичних видань
- 2022 Автор ювілейної марки та конверту присвячених 150-річчю української співачки Соломії Крушельницької, ювілей відзначався на державному рівні та ЮНЕСКО[28][29]
- 2022 Автор ювілейної марки та конверту присвячених 150-річчю українського письменника Богдана Легкого[30]
- 2022  «Різдво в окопах 2022» дизайн військової відзнаки[31][32]

## Персональні виставки
«Королі, князі України - Русі», «Князі України - Русі. Історія еліт» :
- 2016 вересень - «Форумі видавців» у м. Львів;
- 2016 жовтень - "Замки Тернопілля", палац Вишнівецьких, м. Вишнівець,Тернопільська область;[33]
- 2016 листопад - Національний університет Острозька Академія до 440-ліття заснування;
- 2017 лютий – «Український Дім» м. Київ;
- 2017 червень - історико - культурний фестиваль «Мамай-fest» в Музей історії міста Камянського, м. Дніпро;
- 2017-2018  - виставкові зали бібліотек та вищих навчальних закладів у місті Харків
- 2018 червень - Музей "Золоті Ворота" Національний заповідник "Софія Київська" м. Київ[34][35]

«Дорога в дитинство»:
- 2016 грудень - Арт галерея "Бункермуз" м. Тернопіль[36][37]
- 2017 жовтень – Бібліотека-музей «Літературне Тернопілля» м Тернопіль[38][39]
- 2019 вересень - «Форум видавців» у м. Львів
- 2021 грудень -  Музей історії міста Камянського, м. Дніпро

«Лицарі віри і шаблі»:
- 2021 червень – історико - культурний фестиваль «Мамай-fest» в Музей історії міста Камянського, м. Дніпро
- 2021 жовтень – виставковий зал «Запорізька обласна універсальна наукова бібліотека» м. Запоріжжя[40][41]

## Міжнародні виставки
- 2018 - VIII міжнародне бієнале «Україна від Трипілля до сьогодення в образах сучасних художників»
- 2018 - III міжнародне  бієнале «Зброя: право на гідність»[42]

## Нагороди
- 2007 - орденом «ім. Кирила і Мефодія» Православної церкви України (ПЦУ) за просвітницьку діяльність
- 2015 – відзнакою «За вірність традиціям»